# Volcán Guadalupe
El volcán Tetlalmanche, conocido como volcán Guadalupe o El Elefante, es una eminencia orográfica que forma parte de la sierra de Santa Catarina, en la Ciudad de México. Su cumbre representa el punto más alto de las alcaldías Iztapalapa y Tláhuac, con una elevación de 2750 m s. n. m.

## Nomenclatura
El volcán Guadalupe es llamado también Cerro del Borrego, sin embargo, su nombre oficial es Tetlalmanche, Cerro de la Mina o Cerro de Santa Catarina.

## Ubicación
Guadalupe es un volcán extinto que se encuentra en el oriente de la Ciudad de México. Forma el límite entre las alcaldías de Iztapalapa y Tláhuac. Al suroeste, en territorio tlahuaquense se encuentra el pueblo de Santa Catarina Yecahuízotl. La ladera sur se encuentra prácticamente despoblada y constituye un área natural protegida.

## Geografía
Es el volcán más grande de la delegación Iztapalapa, y el tercero en altura en la ciudad. Puede ser observado desde grandes distancias debido a sus tamaño. Corresponde a una cadena de pequeños volcanes extintos durante la era mesozoica formada por seis picos (algunas definiciones incluyen al cerro de la Estrella en la sierra de Santa Catarina, con lo cual serían siete). De las elevaciones que forman esta sierra, uno pertenece al estado de México. 
La sierra de Santa Catarina fue declarada área de conservación ecológica en la década de los noventa. Tiene una importancia estratégica para la ciudad, pues permite la recarga de los mantos freáticos de que se abastecen de agua los capitalinos. En la década de 1920, el Dr. Atl tenía la intención de convertirla en un centro de desarrollo cultural para el D. F.